# Tailandia en los Juegos Olímpicos de Seúl 1988
Tailandia estuvo representada en los Juegos Olímpicos de Seúl 1988 por un total de 14 deportistas, 12 hombres y 2 mujeres, que compitieron en 4 deportes.
El portador de la bandera en la ceremonia de apertura fue el tirador Somchai Chanthavanij.

## Medallistas
El equipo olímpico tailandés obtuvo las siguientes medallas:
| Nombre         | Deporte | Competición |
| -------------- | ------- | ----------- |
| Oro            |         |             |
| —              |         |             |
| Plata          |         |             |
| —              |         |             |
| Bronce         |         |             |
| Phajol Moolsan | Boxeo   | 54 kg M     |